# Joshua Fineberg
Joshua Fineberg, né en 1969 à Boston, est un compositeur américain de musique contemporaine.

## Biographie
Sa formation commence à l’âge de 5 ans avec le violon puis la guitare, le piano, le clavecin mais aussi la direction d’orchestre. Il entre ensuite au conservatoire de Peabody à Baltimore et étudie auprès de Morris Cotel où il obtient le Premier prix du concours de composition de la Virginia Carty de Lillo. Il étudie ensuite avec des compositeurs importants aux États-Unis, George Crumb, Fred Lerdahl, mais également en France Philippe Manoury ou André Boucourechliev.
En 1991 il s’installe à Paris et étudie auprès de Tristan Murail. L'année suivante, il est sélectionné par le comité de lecture de l'IRCAM/Ensemble Intercontemporain pour le cursus de composition et d’informatique musicale. Pendant plusieurs années, il travaille en tant que compositeur free-lance en Europe et chercheur consultant  à l’IRCAM. A l’automne 1997, il retourne aux États-Unis et poursuit son doctorat en composition musicale à la Columbia University qu’il achève en 1999. Après avoir soutenu sa thèse, il enseigne l’écriture musicale jusqu’en 2000. Après avoir enseigné dans cette université pendant un an, il est nommé à Harvard University où il enseigne jusqu’en 2007 en tant que John L. Loeb Associate Professor of the Humanities
Il rejoint ensuite Boston University School of Music où il est directeur du studio de musique électronique et professeur de composition.
En 2011, il est nommé Artist Fellow du Massachusetts Cultural Council et en 2012, il fonde et devient le directeur du Boston University Center for New Music.
Depuis 2015, il partage son temps entre Berlin et les États-Unis.  En 2016, il est nommé Chevalier de l’Ordre des Arts et des Lettres. Joshua Fineberg reçoit de nombreux prix et résidences. Il est publié chez Max Eschig et Gérard Billaudot, Paris. Ces œuvres sont largement interprétées en Europe, en Amérique et en Asie.
Un CD monographique de sa musique enregistrée par l'Ensemble Court-Circuit intitulé Streamlines sorti en 2002 dans le cadre de la collection Accord/Una Corda d'Universal France, un autre CD, Empreintes veils and shards, enregistré par l'Ensemble FA sorti chez Mode Records en juin 2009 et en 2012, Voix, voilées avec l'intégralité de ses œuvres pour piano, interprétées par Marilyn Nonken, sorti chez Divine Art Recording/Métier et en 2018, un nouveau CD, Sonic Fictions, également chez Divine Art Recording/Métier.
Parmi ses pièces importantes figurent Lolita, « opéra imaginaire » d'après Nabokov, pour comédien, danseurs, vidéo, ensemble et électronique en collaboration avec le JOJI, Speaking in Tongues, concerto écrit pour les cinquante ans des Percussions de Strasbourg (2010), Objets trouvés, pour l'ensemble Court-circuit (2009), La Quintina, pour quatuor à cordes et électronique, écrit pour le Quatuor Arditti, créé en 2013 au Festival Ultraschall de Berlin, collaboration avec l'ExperimentalStudio (de) de Fribourg et l'Ircam
Outre son activité de compositeur et d'enseignant, Joshua Fineberg collabore activement à la recherche en psychoacoustique et au développement de logiciels de composition, d'analyse acoustique et transformation du son. Il a été par ailleurs rédacteur invité de deux numéros de la revue Contemporary Music Review consacrés à la musique spectrale en 2004 ; il a été éditeur de cette revue pour les États-Unis de 2003 à 2009. Il est aussi l’auteur de l’essai sur la musique contemporaine paru en 2006 Classical Music, Why Bother? aux éditions Routledge, Taylor & Francis Group.

## Œuvres

### Musique d’orchestre
- (2014) Primer on Perception  – pour narrateur et orchestre commandé par Greenwood Music Camp
- (2010) Speaking in Tongues  – pour six percussionnistes solistes et orchestre (2010), 19 min, Billaudot, commandé par Les Percussions de Strasbourg pour leur 50e anniversaire
- (1989-91) Origins  – pour grand orchestre (1989-1991), 14 min, Max Eschig
- (2015-2017) Take my hand... – pour 10 instruments, 2 chanteurs, électronique, lumières, guides et audience
- (2005-2008) Lolita –  un opéra imaginaire basée sur le roman de Vladimir Nabokov – pour 10 instruments, narrateur et électronique. Commandé par le Ministère français de la Culture
  - Part I (Humbert)
  - Part II (Lolita)
  - Part III (Durable Pigments)
- (2007) IM-agined – musique pour une collaboration en danse avec Joji, Inc. en collaboration avec Hillary Zipper pour une lecture multicanal avec narration enregistrée. Création au festival STRP à Eindhoven le 22 novembre 2007
- (1991) Now, what was it you were saying  – pour 2 sopranos, piano et figurant, 7 min, Max Eschig. Commandé par l'Opéra de Peabody

### Musique instrumentale d'ensemble (avec et sans électronique)
- 2015-16, L’abîme  – pour 3 solistes, 5  instruments sur scène et 3 instruments en coulisse, écrit pour l'ensemble Talea
- 2010-2011, Counterfactual  – pour tam-tam amplifié, harpe, contrebasse et six instruments (2010-2011), 15 min, Billaudot
- 2008-2009, Objets trouvés pour sextuor, 17 min, Billaudot
- 1998, Recueil de pierre et de sable  – pour huit instruments, 16 min, Max Eschig
- 1995, Empreintes – pour ensemble et électronique , 20 min, Max Eschig
- 1994, Streamlines  – pour neuf instruments (1994), 12 min, Max Eschig
- 1993-94, Paradigms  – pour six instruments et dispositif électronique (1993-1994), 10 min, Max Eschig

### Musique de chambre
- 2012, La Quintina  pour quatuor à cordes et électronique pour le quatuor Arditti, commandé par le ExperimentalStudio des SWR, réalisé en collaboration avec l'IRCAM
- 2002-2003, Shards  – for flute, clarinet and cello, commissioned by the Fromm Music Foundation
- 2000-2001, Broken Symmetries  – for flute, clarinet, French horn, violin and cello, commissioned by the French Ministry of Culture and Ensemble FA
- 1990, “… a ripple‑ringed pool…”  – for violin obbligato and 4 instruments [fl, cl, vln, vlc]

### Solos (avec et sans électronique)
- 2014, Just as much entangled with other matter – for solo accordion and hidden playback -under exclusivity and not published, commissioned by French accordionist Pascal Contet
- 2012, Grisaille – for solo piano, commissioned by pianist Marilyn Nonken
- 2009, Fantastic Zoology – for solo piano, commissioned by pianist Benjamin Binder

## Discographie
- 2018, Sonic Fictions (CD, Album)
- 2009, Empreintes, Veils, And Shards (CD, Album)
- 2002, Streamlines, (CD, Album)